# 布爾吉巴營

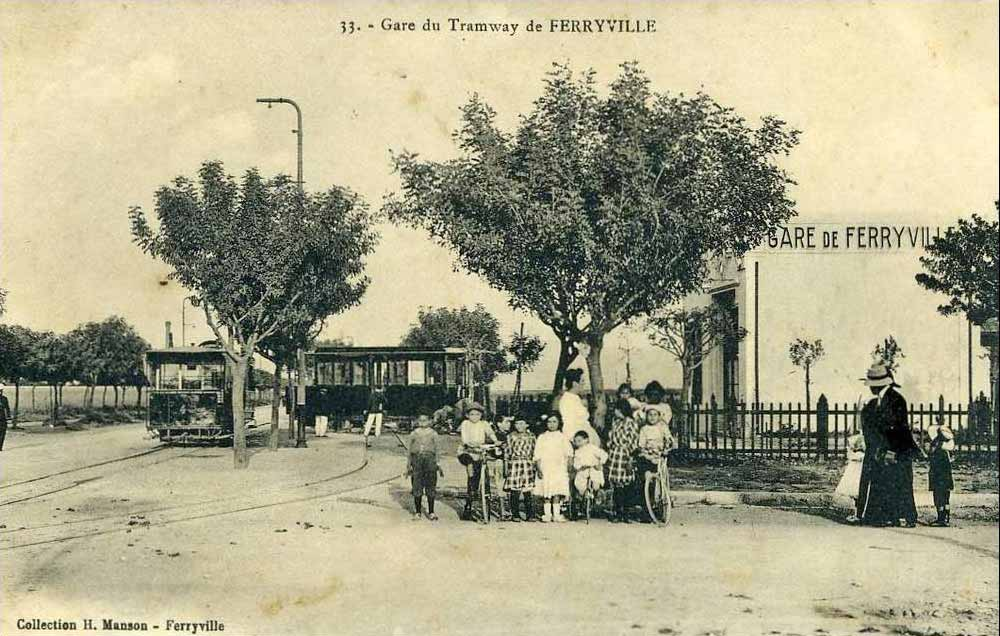

37°9′N 9°47′E / 37.150°N 9.783°E
布爾吉巴營（阿拉伯语：‎，羅馬化：Manzil Būrgībah，直译：House of Bourguiba）是突尼西亞的城鎮，位於該國北部，處於首都突尼斯市約60公里，由比塞大省負責管轄，主要經濟活動是冶金業。